# C.J. Stroud
Coleridge Bernard Stroud IV (Inland Empire, California; 3 de octubre de 2001), más conocido como C.J. Stroud, apodado C.J., es un jugador profesional estadounidense de fútbol americano, se desempeña en la posición de quarterback en Houston Texans, en la National Football League (NFL). En 2023 logró ser el novato ofensivo del año y también fue parte del Pro Bowl.

## Carrera
En 2023, Stroud hizo su debut profesional con el equipo Houston Texans, donde lleva jugando tres temporadas.